# Henryk Wielowieyski
Henryk Wielowieyski (18. května 1860 Lvov – 3. června 1924 Vladypil) byl rakouský biolog, vysokoškolský pedagog a politik polské národnosti z Haliče, na přelomu 19. a 20. století poslanec Říšské rady.

## Biografie
Působil jako docent embryologie a srovnávací anatomie na Lvovské univerzitě. V letech 1884–1908 byl na této škole docentem zoologie a v letech 1908–1914 docentem zoologie na Jagellonské univerzitě.
Byl i poslancem Říšské rady (celostátního parlamentu Předlitavska), kam usedl ve volbách roku 1891 za kurii velkostatkářskou v Haliči. Mandát obhájil ve volbách roku 1897 a volbách roku 1901. Ve volebním období 1891–1897 se uvádí jako rytíř Dr. Heinrich von Wielowieyski, soukromý docent a statkář, bytem Lvov a Olejowa.
Ve volbách roku 1891 se uvádí jako kandidát Polského klubu. V roce 1897 kandidoval jako oficiální polský kandidát. Za Polský klub kandidoval i v roce 1901.